# Apophyse (Insekten)
Als Apophyse (von altgriechisch φύσις physis, deutsch ‚Körper‘ und der Vorsilbe ἀπό- apo-, deutsch ‚weg‘) bezeichnet man in der Anatomie der Insekten jeden höckerförmigen Fortsatz der Außenhülle. Eine Apophyse kann sowohl nach innen als nach außen außen gerichtet sein. Nach innen gerichtete Apophysen zeigen sich am Exoskelett außen zumeist als Grübchen. Im Gegensatz zu den hohlen platten- oder faltenförmigen Einstülpungen (Apodem, Entapophyse) sind Apophysen solide.
Manchmal wird der Begriff Apophyse synonym auch für das untere der Trochantergelenke und für die Coxa der Gliederfüßer verwendet.